# Thuy Trang
Thuy Trang (vietnamesisch: Trang Thùy; * 14. Dezember 1973 in Südvietnam; † 3. September 2001 bei Bakersfield, Kalifornien) war eine vietnamesisch-US-amerikanische Schauspielerin.

## Leben
Thuy Trangs Vater war bei der Armee der Republik Vietnam. Er bat um Asyl in den USA, nachdem sein Weg zurück zu seiner Familie abgeschnitten war. In den USA bemühte er sich auch seine Familie in die USA zu bringen. 1975 musste die Familie schließlich mit der schwer kranken Thuy nach Hong Kong fliehen. Nach einem Jahr wurde dem Asylantrag für seine Familie stattgegeben. Mit neun Jahren begann Trang mit Kung Fu, nach ihrem Abschluss an der Banning High School bekam sie ein Stipendium für Bauingenieurwesen, um damit in die Fußstapfen ihres Vaters zu treten.
Sie wurde jedoch von einem Talent-Scout entdeckt und erhielt dadurch einige Auftritte in Werbespots. 1993 bekam sie die Rolle von Trini Kwan, in der Fernsehserie Mighty Morphin Power Rangers, die eigentlich anders besetzt werden sollte. In der zweiten Staffel verließ sie die Serie. Danach hatte sie mehrere kleine Rollen in den Filmen The Crow – Die Rache der Krähe und Agent 00 – Mit der Lizenz zum Totlachen sowie einen Videoauftritt in The Encyclopedia of Martial Arts.
Thuy Trang starb am 3. September 2001 an den Folgen eines Autounfalls, bei dem sie schwer verletzt worden war. Sie wurde bei einer buddhistischen Zeremonie am 10. September beerdigt, bei der auch ihre ehemaligen Power-Ranger-Kollegen anwesend waren. Die Folge „Vertrauensverluste“ von Power Rangers Time Force wurde ihr gewidmet.

## Filmografie
- 1993–1995: Mighty Morphin Power Rangers (Power Rangers, Fernsehserie, 81 Folgen)
- 1996: The Crow – Die Rache der Krähe (The Crow: City of Angels)
- 1996: Agent 00 – Mit der Lizenz zum Totlachen (Spy Hard)